# 工業金屬
工業金屬（英語：Industrial metal）是工業音樂中的工業搖滾所衍生出的曲風，是重金屬的其中一個分支的金屬派風。

此樂風最主要的樂器搭配和團員配置不外乎就是主唱、電吉他、貝斯、爵士鼓，當然也會搭配一些電子的元素所以會有些MIDI音效的搭配如：音序器、取樣器或合成器……等。
工業金屬在20世紀80年代後期發展起來，工業和金屬開始融合成一種常見的流派。

## 历史

### 工业激流金属和死亡金属
工业金属的流行使得许多成功的激流金属乐队，包括 Megadeth、Sepultura和Anthrax，都要求“工业”艺术家进行混音 一些从死亡金属圈中涌现出来的音乐家，如Fear Factory、Nailbomb、Autokrator和Meathook Seed，也开始尝试工业音乐。来自洛杉矶的Fear Factory，最初受到Earache乐队（即Godflesh、Napalm Death和Bolt Thrower）的影响。

### 工业黑金属
21世纪初，黑金属乐队开始融入工业音乐元素。1991 年成立的Mysticum是第一支这样的乐队。

### 前卫工业金属
一些根植于前卫音乐的艺术家虽然并不经常与工业金属场景联系在一起，但他们也将工业质感融入到他们的音乐中。

### 冷波
冷波金属乐是工业金属的一个分支，起源于20世纪90年代。其根源可以追溯到九寸钉乐队和内阁乐队。这种风格侧重于更重的朋克吉他、采样的硬摇滚吉他、合成器伴奏以及酸浩室元素。歌词内容通常以赛博朋克为主导，并带有流行音乐的韵味，但风格也有所不同。

### 赛博金属
赛博金属是工业金属的一个子流派，它融合了电子肢体音乐 (EBM) 和阿格罗科技 (aggrotech) 中常见的多种元素，包括使用旋律更丰富、重复性更低的即兴重复乐段，与工业音乐中以金属和机械声音为主的风格形成鲜明对比，这种风格最初由Fear Factory在20世纪90年代中期提出。 

## 代表樂團
代表的樂團如：靜止X樂團、九寸钉乐队、歐激樂團（Orgy）、羅伯殭屍（rob zombie）、瑪莉蓮曼森（Marilyn Manson）、德国战车（Rammstein）和内阁（ministry）等

## 樂風技術
此樂風除了有濃厚的工業搖滾基底，更採用大量冰冷的電腦採樣音效，穿插以機械或金屬器具的撞擊聲代替傳統打擊樂器加上電子式的節拍，是很像科技舞曲的重金屬樂，但仍保留重金屬的大量失真效果。

## 争议
它强调超越主题使一些工业金属集团容易受到美国社会保守派的攻击。